# Autonomia jurídica
|  | «Regió autònoma» redirigeix aquí. Vegeu-ne altres significats a «Regions autònomes de la Xina». |

L'autonomia jurídica (del grec auto i nomos, "un mateix" i "llei") és la facultat dels ens administratius i organismes, dins l'estructura constitucional d'un estat, per donar-se lleis pròpies.